# Ầ
Ầ, ầ – litera rozszerzonego alfabetu łacińskiego, powstała poprzez połączenie litery A z grawisem i cyrkumfleksem. Wykorzystywana jest w języku wietnamskim. Oznacza dźwięk [ə˨˩], tj. szwę wymawianą z tonem huyền (niskim opadającym).

## Kodowanie
| Znak                   | Ầ                                                | Ầ                                                | ầ                                        | ầ                                        |
| ---------------------- | ------------------------------------------------ | ------------------------------------------------ | ---------------------------------------- | ---------------------------------------- |
| Nazwa w Unikodzie      | Latin capital letter A with circumflex and grave | Latin capital letter A with circumflex and grave | Latin letter A with circumflex and grave | Latin letter A with circumflex and grave |
| Kodowanie              | dziesiątkowo                                     | szesnastkowo                                     | dziesiątkowo                             | szesnastkowo                             |
| Unicode                | 7846                                             | U+1EA6                                           | 7847                                     | U+1EA7                                   |
| UTF-8                  | 225 186 166                                      | e1 ba a6                                         | 225 186 167                              | e1 ba a7                                 |
| Odwołania znakowe SGML | &#7846;                                          | &#x1EA6;                                         | &#7847;                                  | &#x1EA7;                                 |